# St. Georg und Mauritius (Seifriedsberg)

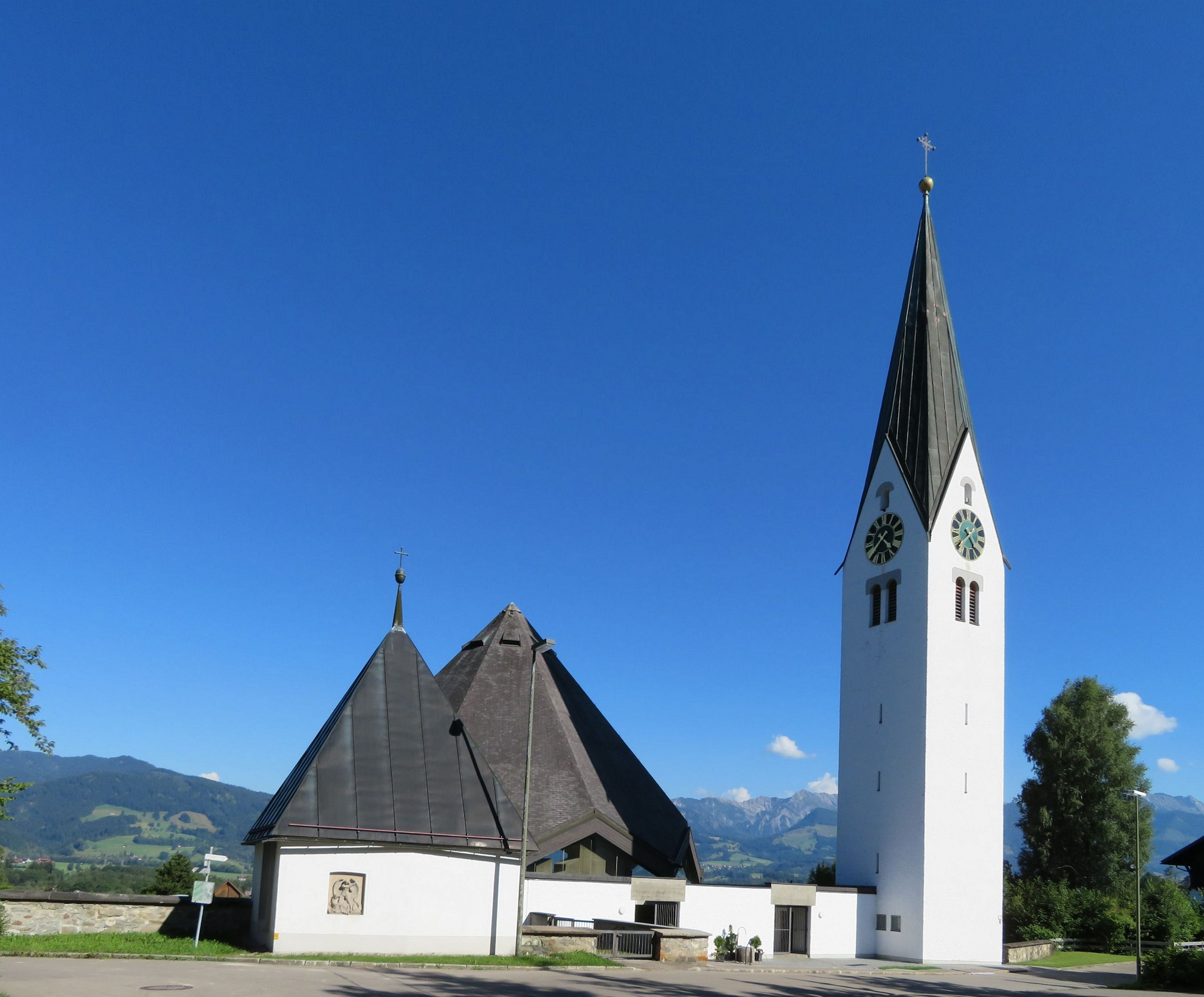
St. Georg und Mauritius (Seifriedsberg)

Die römisch-katholische Pfarrkirche St. Georg und Mauritius steht in Seifriedsberg, einem Gemeindeteil der Gemeinde Blaichach im schwäbischen Landkreis Oberallgäu  von Bayern. Die Pfarrei gehört zum Dekanat Sonthofen des Bistums Augsburg. Kirchenpatrone sind die Heiligen Georg und Mauritius.

## Beschreibung
Der achteckige Zentralbau mit einem schiefergedeckten Faltdach wurde 1969 bis 1971 erbaut. Vom Vorgängerbau blieb nur der Kirchturm auf quadratischem Grundriss als Campanile erhalten, dessen oberstes Geschoss hinter den als Biforien gestalteten Klangarkaden den Glockenstuhl beherbergt. Zwischen den Giebeln, an denen die Zifferblätter der Turmuhr angebracht sind, erhebt sich ein spitzer Helm.
Zur teilweise denkmalgeschützten Kirchenausstattung, die vom Vorgängerbau im Innenraum übernommen wurden, gehören eine Marienstatue von 1460 und eine Ölberggruppe, die um 1490 entstanden ist. Das Relief mit den Vierzehn Nothelfern hat um 1750 Peter Heel gestaltet.